# Джордан, Джим
Джеймс Дэниел Джордан (англ. James Daniel Jordan, род. 17 февраля 1964, Трой, Огайо) — американский политик, член Палаты представителей от Республиканской партии. Его избирательный округ расположен на берегу озера Эри в западной части штата Огайо.

## Биография
В молодости закончил Висконсинский университет. Затем университет Огайо. Также он учился в университете Капитол. Джордан — бывший борец и тренер. Участвовал в отборе на Олимпийские игры.
Джордан представляет 4-й избирательный округ штата Огайо. Он выиграл республиканские предварительные выборы в 4-м округе в 2006 году набрав 60 % голосов.
Во время работы 114-го Конгресса Джордан и восемь других членов Конгресса основали Кокус Свободы — блок депутатов, занимающих консервативные позиции. Он был первым председателем группы. В конечном итоге кокусу приписывают отставку спикера Джона Бонера.
Принимал участие в выборах спикера палаты представителей в 2019 году.
На выборах спикера палаты представителей в январе 2023 года во втором туре занял третье место.